# 田能川
田能川（たのがわ）は、大阪府高槻市最北部に位置する樫田地区を流れる川。芥川の支流であり、淀川の2次支流。一級河川の起点は高槻市田能の永田、飛田。

## 流域
大阪府高槻市の最北部に位置する樫田地区を流れる、芥川上流部に注ぐ川。高槻市北部の樫田地区・田能の明神ケ岳南麓付近に発し南流し、田能地区の高槻カントリー倶楽部の南西で向きを南東に転じ、高槻市出灰（いずりは）で芥川上流部右岸に注ぐ。府道6号枚方亀岡線が沿う。。

## 流域の自治体
大阪府高槻市のみ。

## その他
田能川の流れる樫田地区は1958年(昭和33年)まで樫田村（かしだむら）として京都府南桑田郡に属していた村であったが、1958年に大阪府高槻市に越境合併された。これは樫田村民の強い意向によるものだったが、その住民感情の原因としては樫田村は京都府にありながら大阪府高槻市と分水界を一にしており、府境と分水界が一致しないことが挙げられる。（事実、田能川は淀川水系）